# Sexualité animale
Pour les articles homonymes, voir sexualité (homonymie).

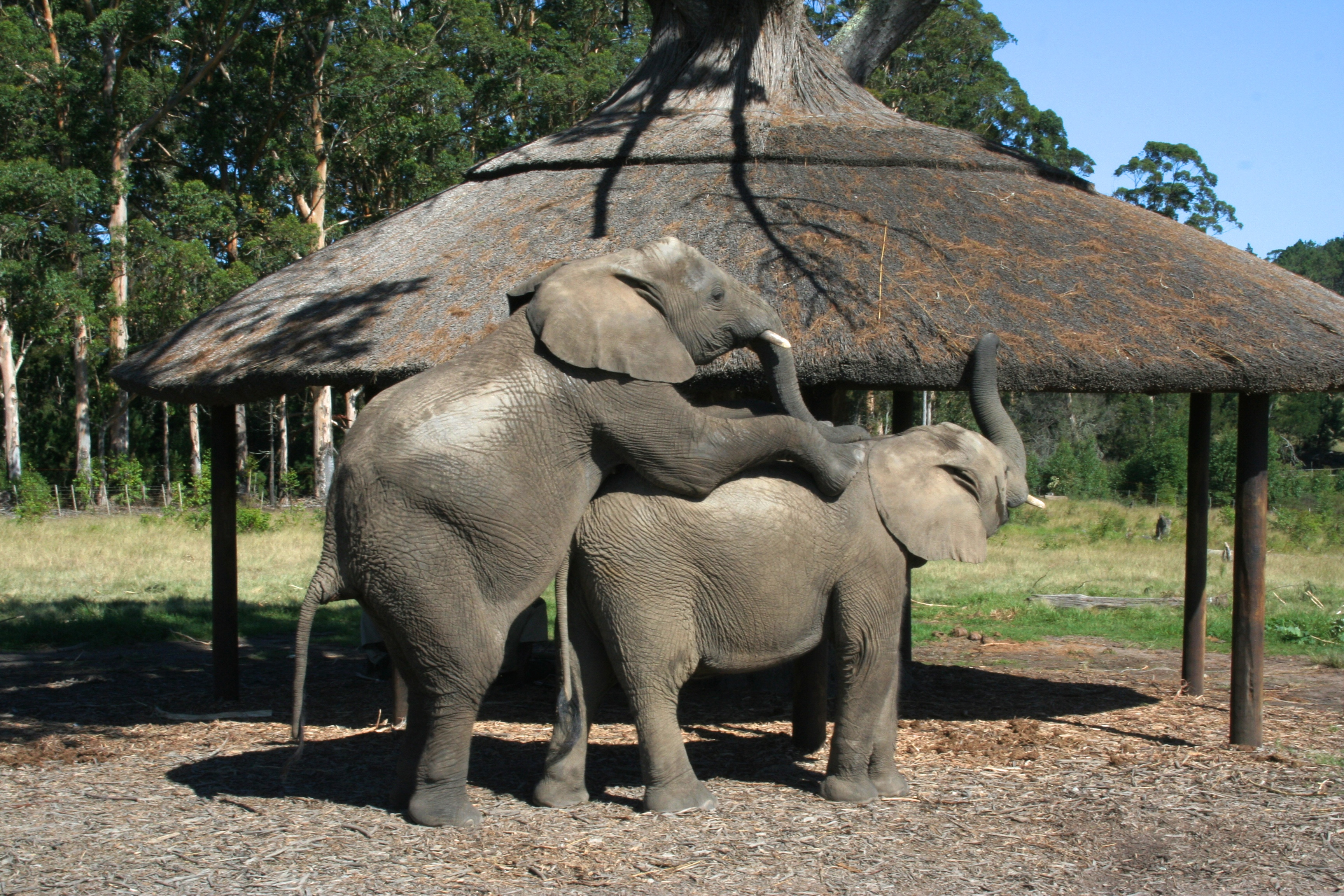
Accouplement de deux éléphants

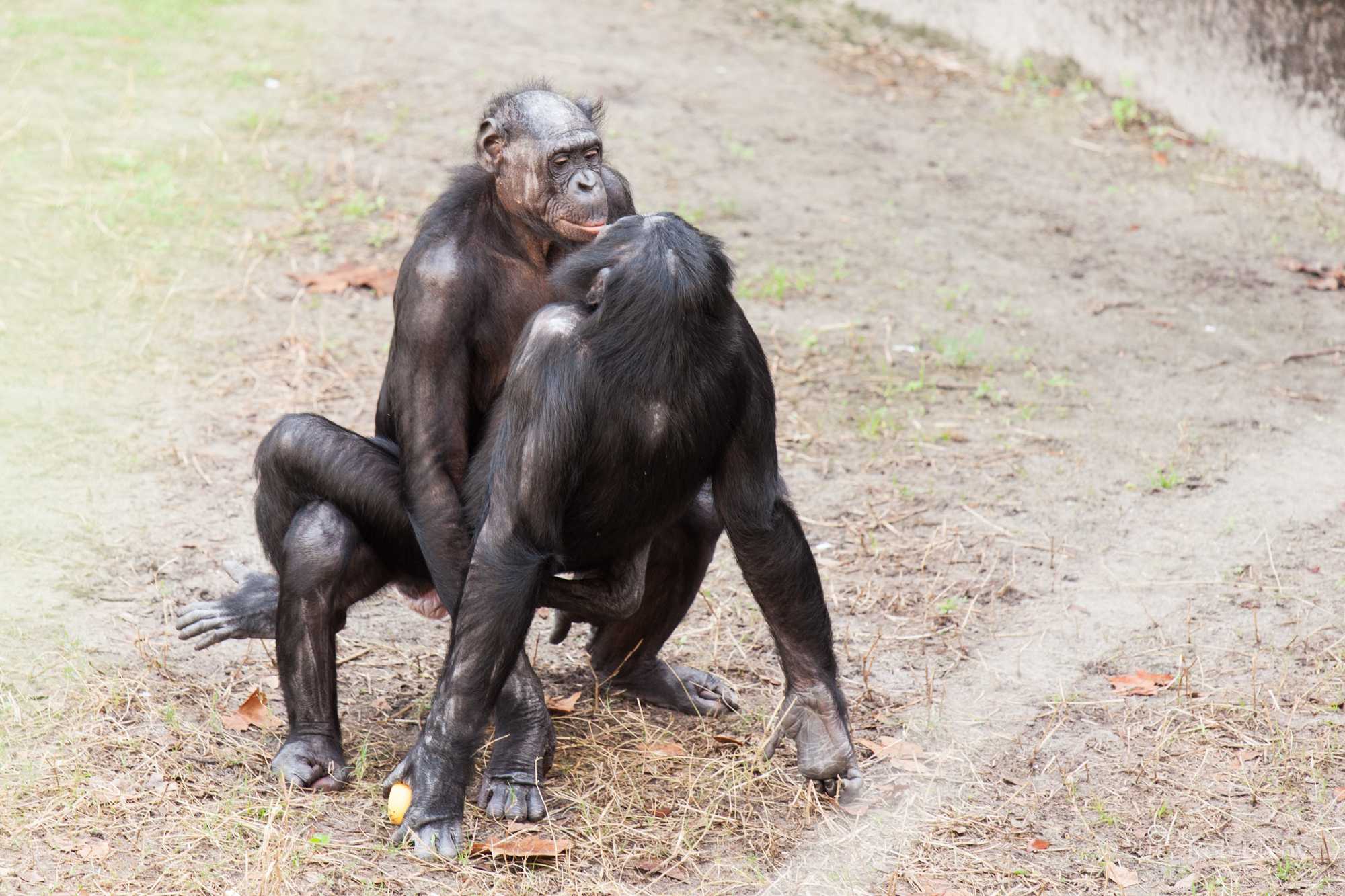
Bonobos s'accouplant, Jacksonville Zoo and Gardens.

La sexualité animale est l'ensemble des mécanismes physiologiques qui concourent au rapprochement des sexes et à la reproduction de l'espèce.
Elle est très diversifiée et dépend des espèces.
Certaines pratiques peuvent être rapprochées de pratiques humaines.

## Sexualité humaine et sexualité des autres espèces animales
Dans le langage courant, le terme sexualité ne correspond pas à la même définition selon qu'il est employé à propos de l'homme ou à propos des autres espèces animales.
Le Trésor de la Langue Française définit la sexualité des animaux de la manière suivante : « Ensemble des mécanismes physiologiques qui concourent au rapprochement des sexes et à la reproduction de l'espèce ».
En revanche, chez l'être humain, ce terme désigne l'« ensemble des tendances et des activités qui, à travers le rapprochement des corps, l'union des sexes (généralement accompagnés d'un échange psycho-affectif), recherchent le plaisir charnel, l'accomplissement global de la personnalité ».
Cette dernière notion, très psychologique, est donc difficile à appliquer telle quelle aux animaux, de sorte que la sexualité se cantonne le plus souvent dans le règne animal à la somme des comportements sexuels observables, sans dimension psychologique ou ontologique.
Il en va de même de la sexualité prise au sens d'« orientation sexuelle », ce qui est une définition éminemment subjective et existentialiste, notamment dans sa dimension exclusive. Par exemple, si l'on observe des comportements homosexuels chez de nombreux vertébrés, l'« homosexualité » au sens d'attirance sexuelle exclusivement tournée vers des individus de même sexe n'a jamais été observé dans la nature[réf. nécessaire].

## Rites nuptiaux

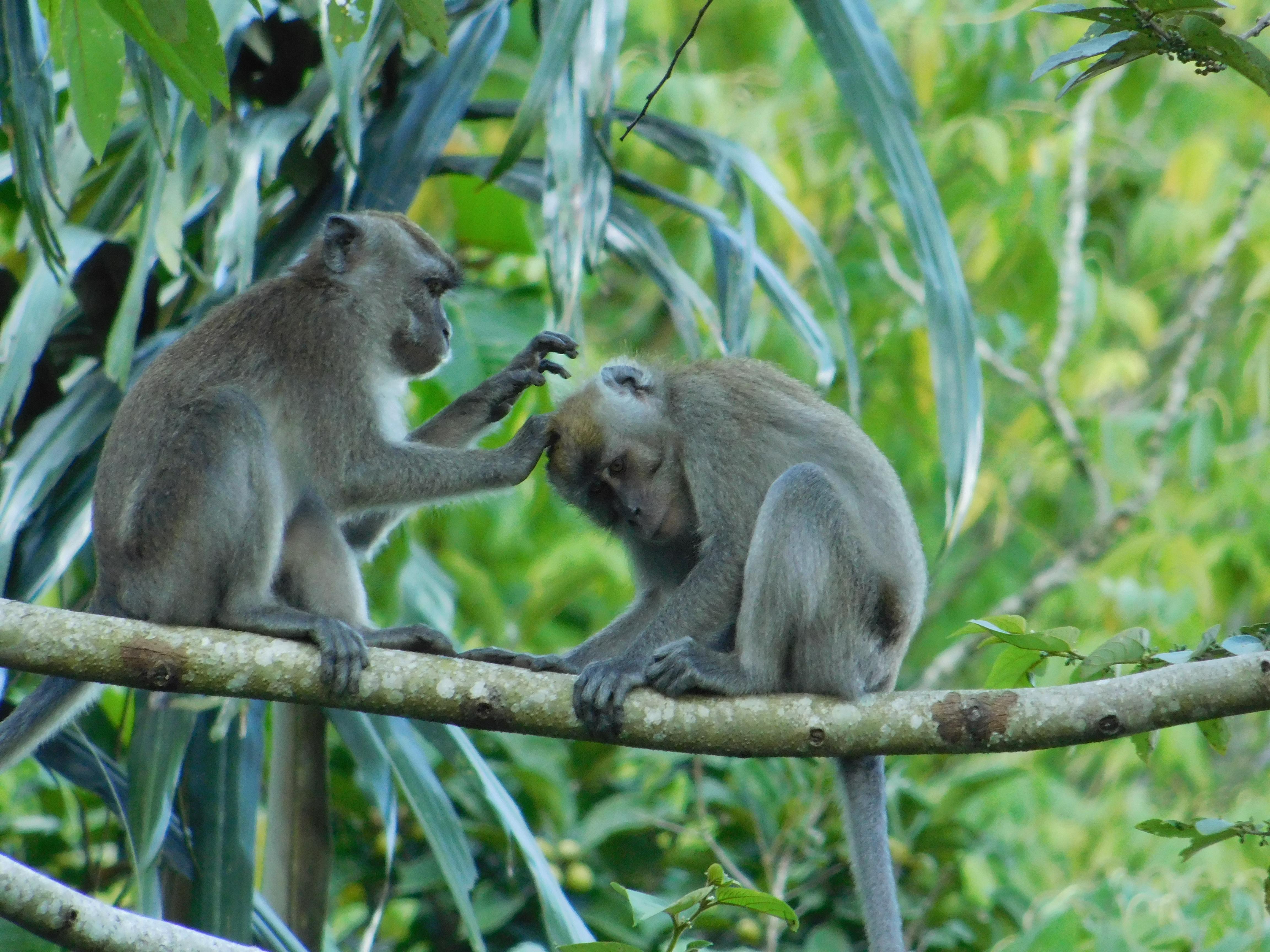
Couple de macaques crabiers s'épouillant, Sumatra, Indonésie

De nombreux animaux ont des rituels de parade nuptiale ayant surtout pour fonction de démontrer la capacité des partenaires à engendrer une progéniture saine et robuste et/ou à s'en occuper convenablement.
Ainsi, chez le macaque crabier (Macaca fascicularis), le mâle approche la femelle en commençant par l'épouiller et lui nettoyer le pelage. Selon une étude publiée en décembre 2007 dans la revue Animal Behavior, réalisée entre 2003 et 2005 par Michael Gumert, un spécialiste du comportement animal de l'université de technologie de Nanyang de Singapour, portant sur cinquante groupes de macaques à longue queue et 243 séances d'épouillage et réalisée dans le parc national de Tanjung Puting à Kalimantan central en Indonésie, on a constaté une augmentation de l'activité sexuelle après un épouillage, le nombre de rapports sexuels des femelles passant de 1,5 par heure en temps normal à 3,5. La durée du soin peut aller de quelques secondes à une demi-heure voire plus, et elle augmente si le mâle a un statut inférieur ou si le nombre de femelles est restreint.
Chez les manchots Adélie, les femelles chapardent à leurs partenaires des galets qu'elles utilisent pour améliorer le confort de leur nid.
Les dons nuptiaux, accordés par les mâles aux femelles et visant à enrichir les apports nutritionnels de ces dernières, sont fréquents chez les insectes et les araignées,,.

## Comportements sexuels

### Homosexualité et bisexualité
La sexualité animale ne se limite pas toujours à des rapports monosexuels ou hétérosexuels à intention reproductive. Ainsi, les comportements sexuels animaliers peuvent avoir différents objets et revêtir de multiples formes. Les spécialistes ont noté divers comportements analogues aux comportements humains non reproductifs comme la masturbation, ou d'autres qui pourraient évoquer de l'homosexualité, bisexualité.
L'homosexualité au sens large (ou comportementaliste) se définit par des rapports sexuels et/ou amoureux entre individus de même sexe.
Dans son livre Biological Exuberance: Animal Homosexuality and Natural Diversity paru en 1999, le chercheur Bruce Bagemihl affirme que des comportements homosexuels animaux ont été observés chez près de 450 espèces animales (essentiellement des espèces qui ont peu de dimorphisme sexuel), dans chaque grande zone géographique et chaque groupe animal, et qu'ils peuvent être séparés en 5 groupes distincts : parade amoureuse, affection, relation sexuelle, vie en couple et comportement parental. Les organisateurs de l'exposition Against Nature? affirmaient que des comportements homosexuels étaient retrouvés chez la plupart des groupes de vertébrés, mais aussi parmi les insectes, les araignées, les crustacés, les octopodes et les vers parasites, le phénomène étant reporté chez près de 1500 espèces animales et bien documenté chez 500 d'entre elles.
Pour le professeur Thierry Lodé, de l'université de Rennes 1, « toutes les conduites sexuelles existent dans la nature » bien que les comportements exclusifs restent plutôt rares, l'évolution privilégiant toujours la reproduction. Toutefois, des chercheurs,, pensent que le terme homosexualité ne peut pas être appliqué au règne animal car bien que le comportement homoérotique occasionnel soit présent chez certains, l'homosexualité au sens humain contemporain évoque selon lui l'« attirance sexuelle exclusivement dirigée vers des partenaires de même sexe au détriment de la reproduction sexuée » n'est presque jamais observée, et ne constitue en aucun cas un acte « conscient ».

### Masturbation
La masturbation au sens large est une pratique sexuelle consistant à stimuler les parties génitales dans le but d'obtenir ou de donner du plaisir ; cette pratique a été observée chez de nombreuses espèces, sauvages comme domestiques.
Un exemple de comportement sexuel de l'ordre du culturel serait chez le bonobo l'utilisation d'objet pour la masturbation.

### Autres comportements sexuels
- Des comportements sexuels entre adultes et petits ont été observés chez certaines espèces animales, comme les singes bonobos.
- Une jeune otarie de Kerguelen mâle a tenté de s'accoupler avec un manchot royal (dans les Île Marion) en l'attaquant. Le manchot s'en est sorti sans dommages ; les experts en éthologie recherchent encore la raison d'un tel comportement[17].
- En 2015, un autre rapport sexuel interspécifique, entre un macaque du Japon et une biche sika, apparemment consentante, est observé sur l'île de Yakushima, au Japon[18],[19]. Bien que les espèces aient l'habitude de jouer ensemble, ce genre de comportement est inhabituel[18].

### Vidéographie
- Homosexualité animale, épisode de la série documentaire Animaux trop humains, réalisé par Bertrand Loyer, Jessica Menendez et Stéphane Alexandresco, 2006. Distributeur : Off the Fence, Saint Thomas Productions.